# 陆奥苹果
陆奥苹果1948年诞生在日本青森县，由金冠苹果和印度苹果杂交而成，其名字来自于青森县的旧称陆奥国。
陆奥苹果极易产生细菌性斑点（Pseudomonas syringae pv. papulans）。
陆奥苹果2008年进入中国大陆市场，售价远高于一般民众能承受的水平。